# Bonkelaar
Een bonkelaar is een aandrijfwiel van een emmerbaggermolen. Vanwege het geluid dat de emmers maken bij het passeren van het aandrijfwiel wordt dit aandrijfwiel "bonkelaar" genoemd. De naam bonkelaar wordt zowel in de baggerwereld als bij molens gebruikt.
Bij een molen zit de bonkelaar op de koningsspil en wordt aangedreven door het bovenwiel. De bonkelaar is een kroonwiel, omdat de kammen dwars, als een soort kroon, in het wiel zitten. Bonkelaars in molens in het noorden van Nederland hebben vaak een conische bonkelaar. Bij een oliemolen kan er zowel een boven- als onderbonkelaar op de koningsspil zitten, waarbij de onderbonkelaar het wentelwiel aandrijft. Bij een wipmolen komt ook een onderbonkelaar voor, die de vijzel aandrijft.
Bij een kammenluiwerk zit op de koningsspil ook nog de luibonkelaar voor het aandrijven van het luiwerk.

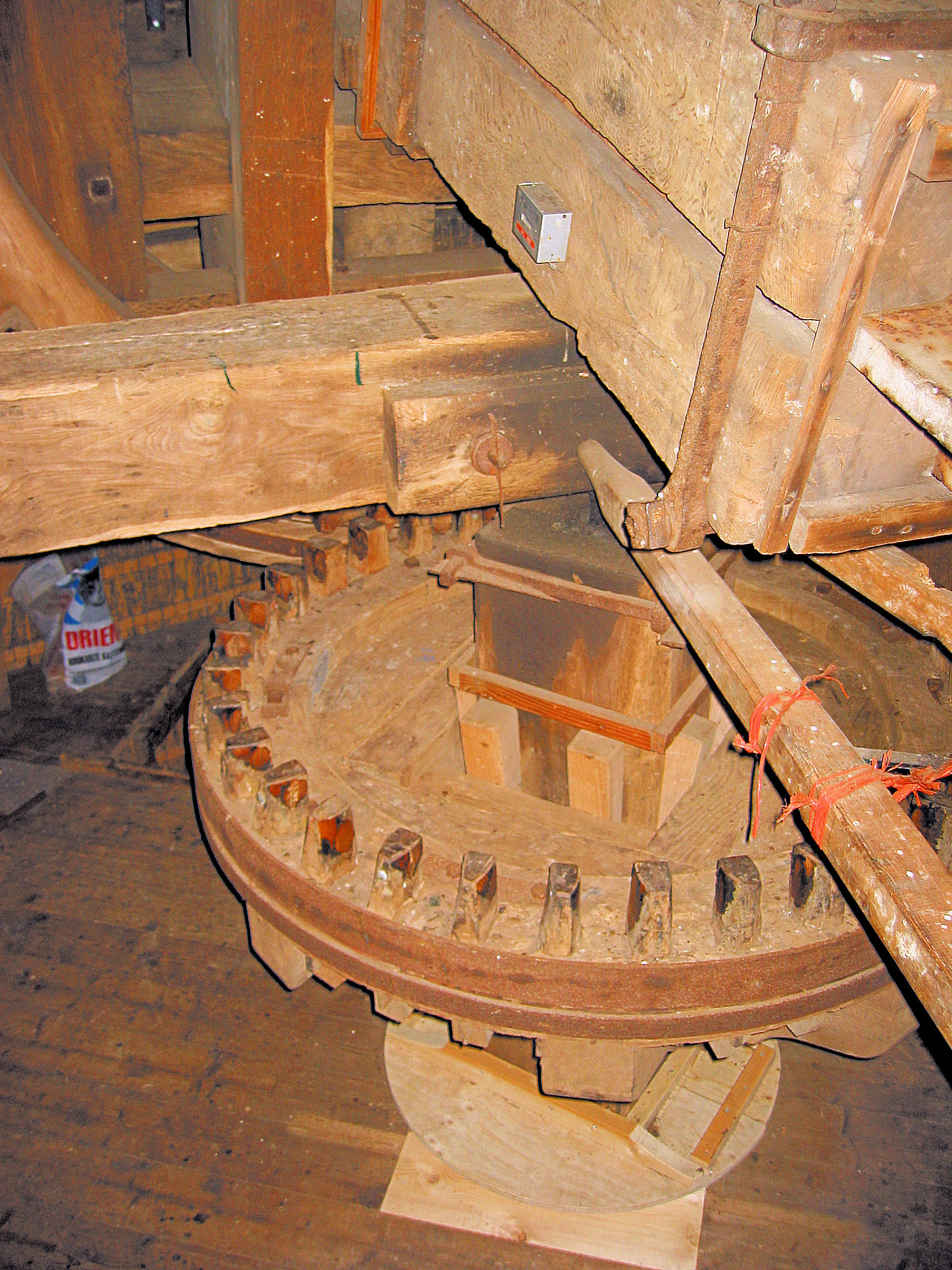
Bonkelaar van de molen het Hert
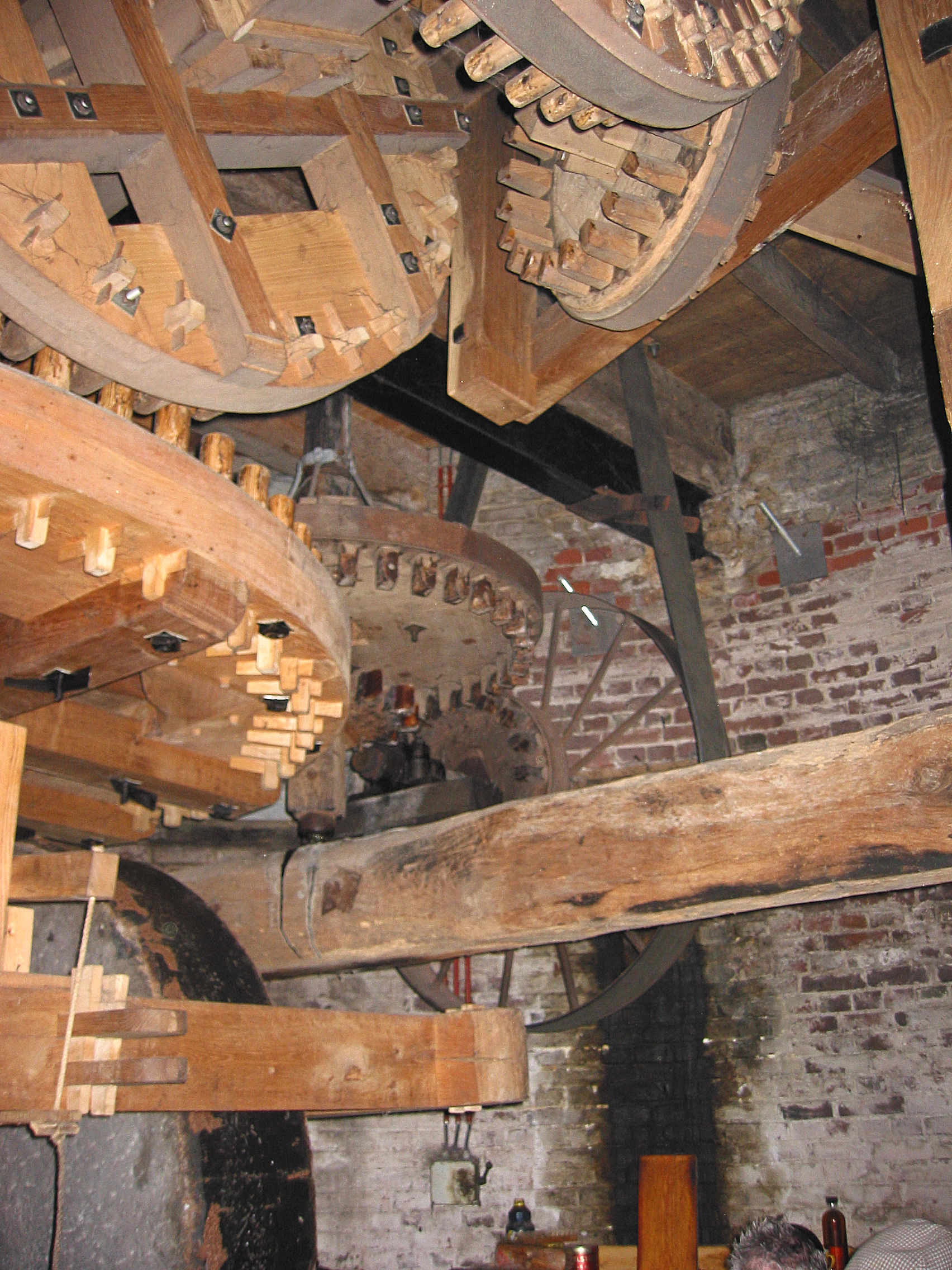
Onderbonkelaar (meest rechtsmidden) van de Holtense oliemolen
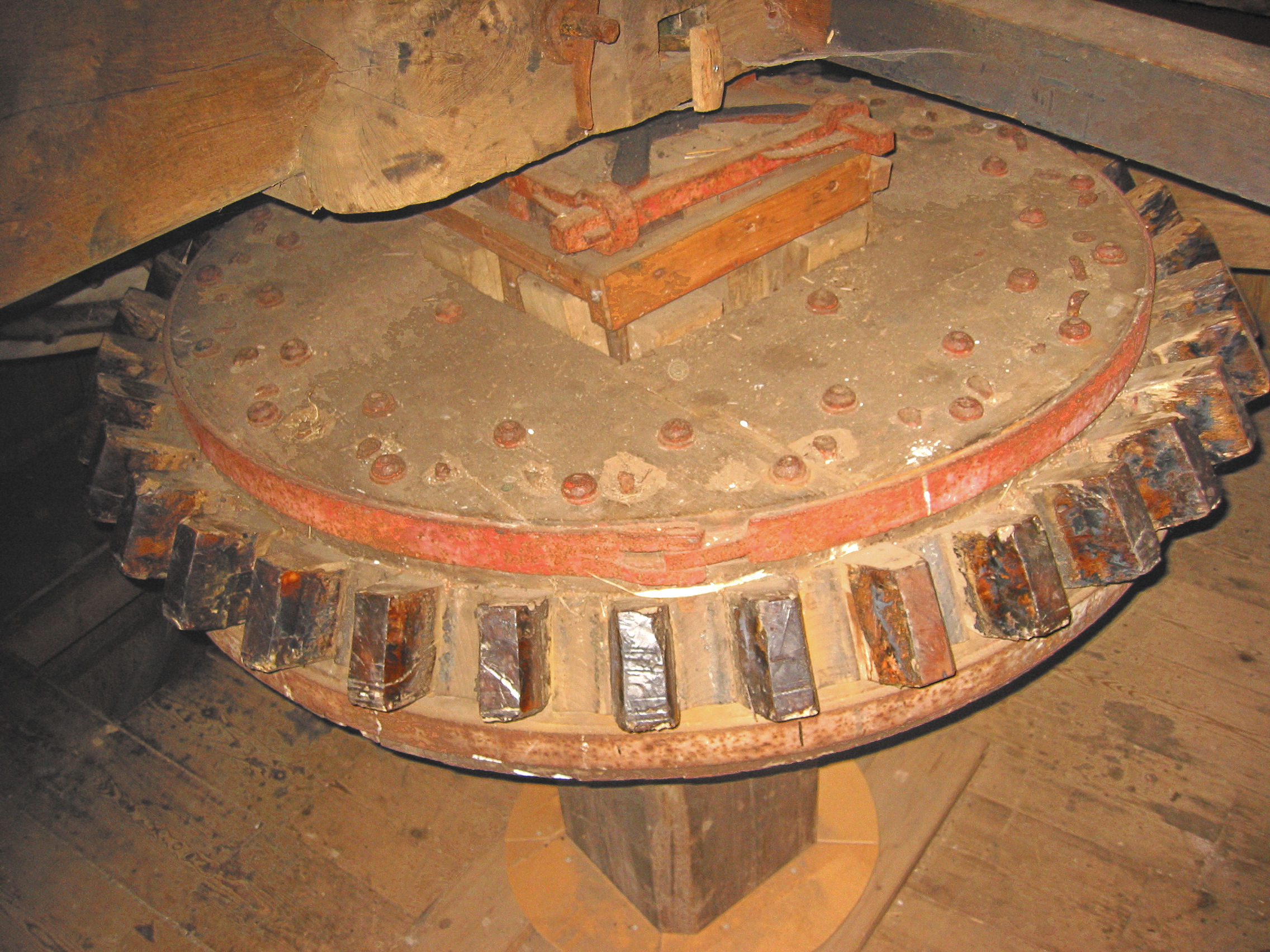
Conische bonkelaar van de Walderveense molen
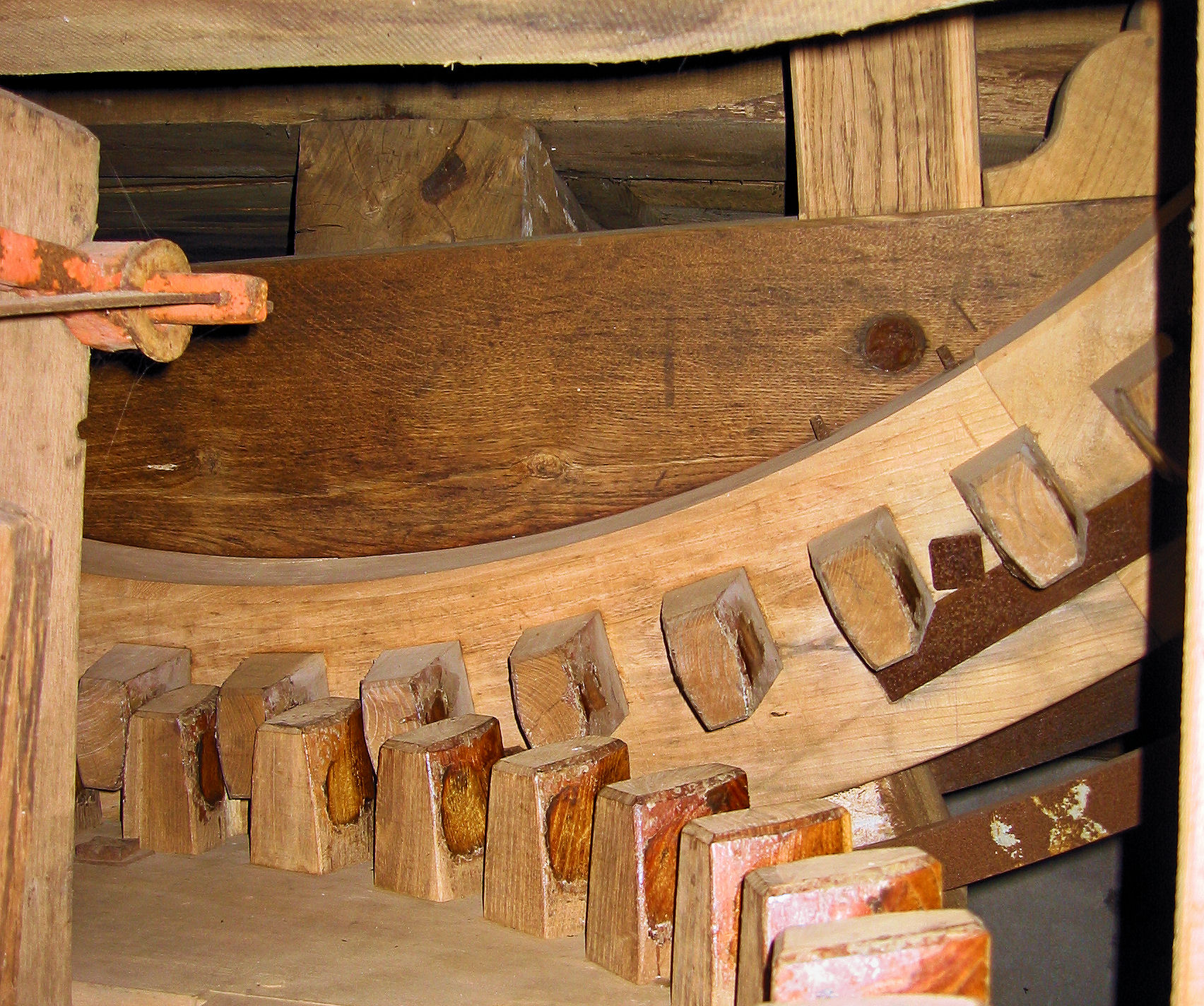
Bonkelaar met bovenwiel van De Engel
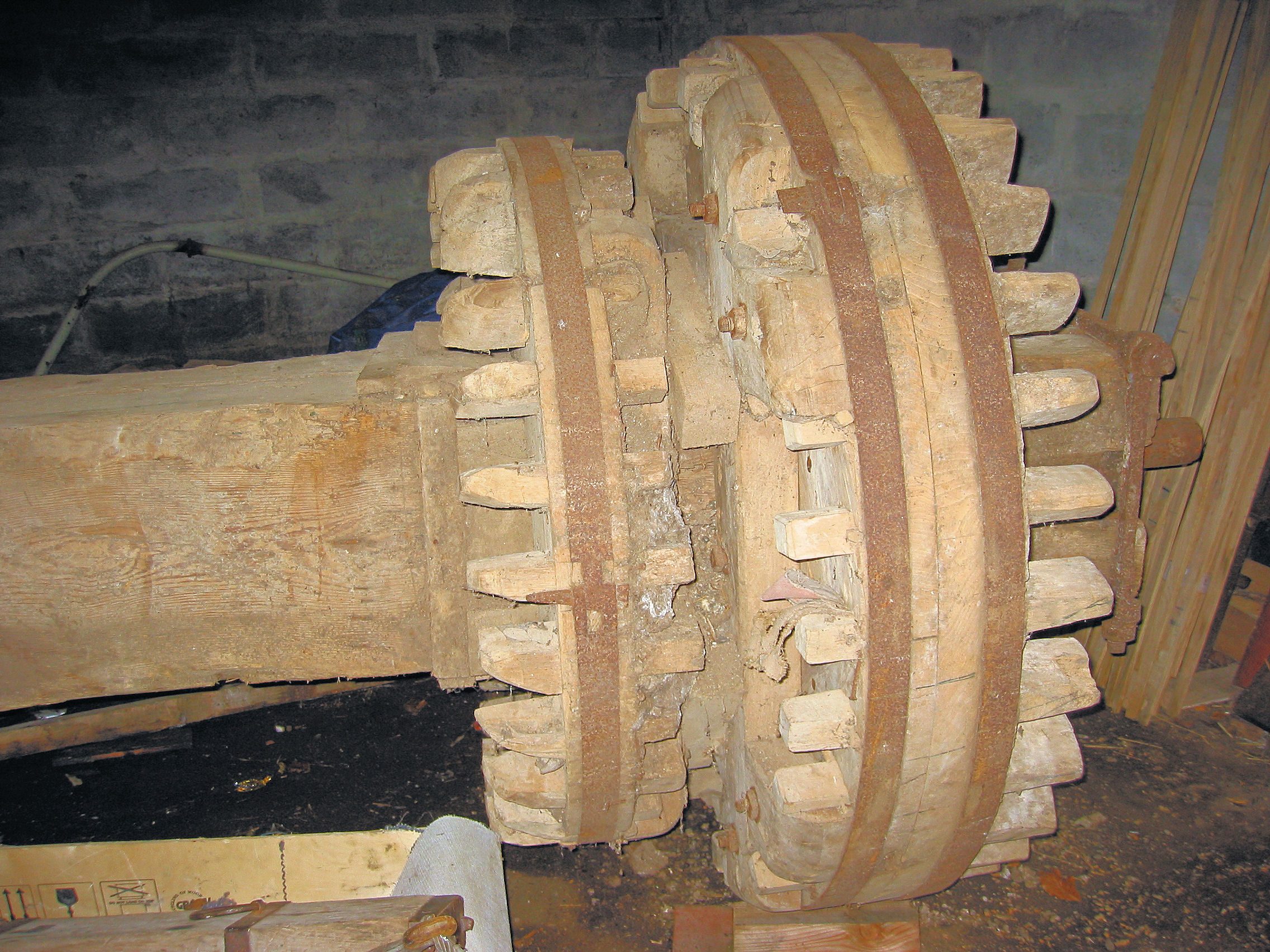
Bonkelaar met daaronder de luibonkelaar van de Concordiamolen